# 國立雷伊斯博物館

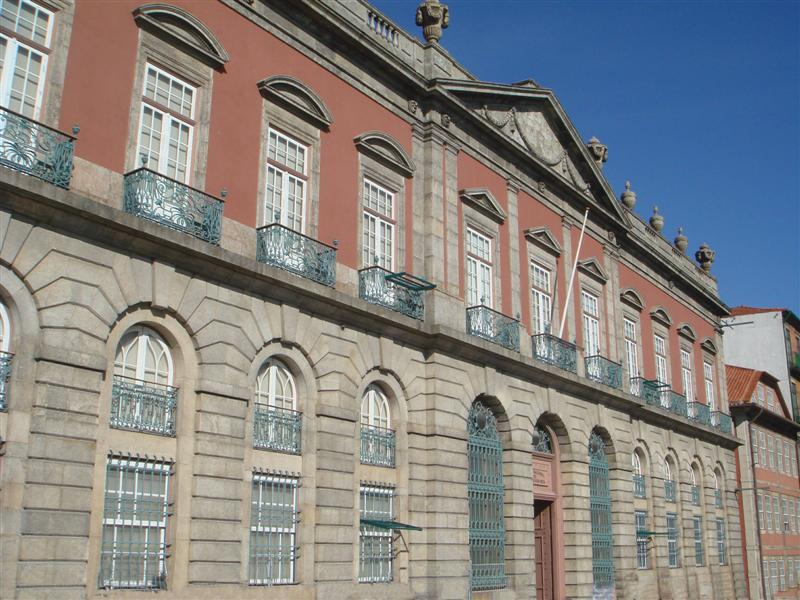
國立雷伊斯博物館

國立雷伊斯博物館（葡萄牙語：Museu Nacional Soares dos Reis）是位於葡萄牙城市波尔图的一座博物館。

## 历史
雷伊斯博物館成立於1833年，是葡萄牙的第一座國立博物館，也是葡萄牙最著名的博物館之一，擁有葡萄牙最頂級的藝術藏品。國立雷伊斯博物館主要收集19至20世紀的美術品。

## 外部連結
- Official site
- Planetware information （页面存档备份，存于）

41°08′52″N 8°37′18″W / 41.1478°N 8.6217°W